# Jillian Vogtli
Jillian Rachelle Vogtli (* 26. Mai 1973 in Buffalo) ist eine ehemalige US-amerikanische Freestyle-Skierin.

## Werdegang
Vogtli nahm in der Saison 1995/96 sowie 1996/97 am Nor-Am-Cup teil und holte dabei drei Siege. Zudem gewann sie in der Saison 1995/96 die Moguls-Disziplinenwertung und wurde Dritte in der Gesamtwertung. Erstmals im Freestyle-Skiing-Weltcup startete sie im Januar 1997 in Lake Placid, wobei sie den achten Platz im Moguls errang. Bei den Weltmeisterschaften 1997 im Iizuna Kōgen Sukī-jō kam sie auf den 13. Platz im Moguls. In den folgenden Jahren erreichte sie in der Saison 1997/98 den 18. Platz im Moguls-Weltcup sowie den 13. Rang im Dual-Moguls-Weltcup, in der Saison 1999/2000 den 20. Platz im Gesamtweltcup, den 13. Rang im Dual-Moguls-Weltcup sowie den 11. Platz im Moguls-Weltcup und in der Saison 2000/01 den 26. Platz im Gesamtweltcup sowie den 14. Rang im Moguls-Weltcup. Außerdem errang sie im März 1998 in Altenmarkt-Zauchensee mit dem dritten Platz im Dual Moguls ihre erste Podestplatzierung im Weltcup und wurde bei den Weltmeisterschaften 2001 in Whistler Neunte im Moguls sowie Achte im Dual Moguls. Nach Platz im Moguls in Tignes zu Beginn der Saison 2001/02, kam sie viermal unter den ersten Zehn, darunter Platz drei im Moguls in Lake Placid und errang damit den 21. Platz im Gesamtweltcup sowie den 12. Rang im Moguls-Weltcup. Beim Saisonhöhepunkt, den Olympischen Winterspielen 2002 in Salt Lake City, belegte sie den 18. Platz im Moguls-Wettbewerb.
In der Saison 2002/03 sprang Vogtli mit sieben Top-Zehn-Platzierungen auf den 24. Platz im Gesamtweltcup, auf den zehnten Rang im Moguls-Weltcup sowie auf den sechsten Platz im Dual-Moguls-Weltcup und wurde bei den Weltmeisterschaften 2003 im Deer Valley Neunte im Dual Moguls. In der folgenden Saison kam sie mit dem dritten Platz im Moguls in Inawashiro und den zweiten Rang im Dual Moguls in Fernie erneut aufs Podest und zum Saisonende auf den 22. Platz im Gesamtweltcup sowie auf den sechsten Rang im Moguls-Weltcup. Nach Platz 28 im Moguls zu Beginn der Saison 2004/05 in Tignes, sprang sie im Weltcup sechsmal in die Top-Zehn. Dabei wurde sie im Moguls in Fernie sowie im Naeba jeweils Dritte und holte im Moguls in Inawashiro ihren einzigen Weltcupsieg. Beim Saisonhöhepunkt, den Weltmeisterschaften 2005 in Ruka, wurde sie erneut Neunte im Dual Moguls und Sechste im Moguls. Zum Saisonende gewann sie bei den US-amerikanischen Meisterschaften den Moguls-Wettbewerb und beendete die Saison auf dem 13. Platz im Gesamtweltcup sowie erneut auf dem sechsten Rang im Moguls-Weltcup. In der Saison 2005/06 kam sie im Moguls in Lake Placid mit dem dritten Platz letztmals im Weltcup aufs Podest und erreichte den 22. Platz im Gesamtweltcup sowie den achten Rang im Moguls-Weltcup. Bei den Olympischen Winterspielen 2006 in Turin wurde sie Elfte im Moguls. In den folgenden Jahren belegte sie in der Saison 2006/07 den 24. Platz im Gesamtweltcup sowie den 11. Rang im Moguls-Weltcup und in der Saison 2007/08 den 14. Platz im Moguls-Weltcup. Zudem kam sie bei den Weltmeisterschaften 2007 in Madonna di Campiglio auf den sechsten Platz im Dual Moguls und nahm im Januar 2009 im Deer Valley letztmals am Weltcup teil, wobei sie den zehnten Platz im Moguls errang.

## Erfolge

### Olympische Spiele
- 2002 Salt Lake City: 18. Platz Moguls
- 2006 Turin: 11. Platz Moguls

### Weltmeisterschaften
- 1997 Iizuna kogen: 13. Platz Moguls
- 2001 Whistler: 8. Platz Dual Moguls, 9. Platz Moguls
- 2003 Deer Valley: 9. Platz Dual Moguls
- 2005 Ruka: 6. Platz Moguls, 9. Platz Dual Moguls
- 2007 Madonna di Campiglio: 6. Platz Dual Moguls

### Weltcupsiege
Vogtli nahm an 110 Weltcups teil und erreichte 61 Top-Zehn-Platzierungen sowie acht Podestplatzierungen.
| Datum           | Ort        | Land  | Disziplin   |
| --------------- | ---------- | ----- | ----------- |
| 5. Februar 2005 | Inawashiro | Japan | Dual Moguls |

### Weltcupwertungen
| Saison  | Gesamt | Gesamt | Moguls | Moguls | Dual Moguls | Dual Moguls | Snowboardcross | Snowboardcross |
| Saison  | Platz  | Punkte | Platz  | Punkte | Platz       | Punkte      | Platz          | Punkte         |
| ------- | ------ | ------ | ------ | ------ | ----------- | ----------- | -------------- | -------------- |
| 1996/97 | 52.    | 43     | 17.    | 172    | 28.         | 44          | –              | –              |
| 1997/98 | 50.    | 44     | 18.    | 220    | 13.         | 204         | –              | –              |
| 1999/00 | 20.    | 67     | 11.    | 336    | 13.         | 84          | –              | –              |
| 2000/01 | 26.    | 59     | 14.    | 236    | –           | –           | –              | –              |
| 2001/02 | 21.    | 68     | 12.    | 408    | 32.         | 4           | –              | –              |
| 2002/03 | 24.    | 69     | 10.    | 480    | 6.          | 176         | -              | -              |
| 2003/04 | 22.    | 35     | 6.     | 463    | –           | –           | 38.            | 13             |
| 2004/05 | 13.    | 37     | 6.     | 411    | -           | -           | -              | -              |
| 2005/06 | 22.    | 30     | 8.     | 411    | –           | –           | –              | –              |
| 2006/07 | 24.    | 26     | 11.    | 234    | –           | –           | –              | –              |
| 2007/08 | 41.    | 21     | 14.    | 206    | –           | –           | –              | –              |
| 2008/09 | 124.   | 3      | 34.    | 26     | –           | –           | –              | –              |

### Nor-Am-Cup
- 8 Podestplätze, davon 3 Siege
- Saison 1995/96: 1. Platz Moguls-Disziplinenwertung, 3. Platz Gesamtwertung